# Sân bay Joinville-Lauro Carneiro de Loyola
Sân bay Joinville-Lauro Carneiro de Loyola (IATA: JOI, ICAO: SBJV) là một sân bay ở Joinville, Santa Catarina, Brasil. Sân bay này có một đường cất hạ cánh dài 1.640 m bề mặt trải nhựa đường.

## Các hãng hàng không
- Gol (São Paulo-Congonhas)
- TAM (São Paulo-Congonhas)